# Oak Hill (Flórida)
Oak Hill é uma cidade localizada no estado americano da Flórida, no condado de Volusia. Foi incorporada em 1927.

## Geografia
De acordo com o United States Census Bureau, a cidade tem uma área de 30,2 km², onde 17 km² estão cobertos por terra e 13,2 km² por água.

### Localidades na vizinhança
O diagrama seguinte representa as localidades num raio de 32 km ao redor de Oak Hill.

## Demografia
Segundo o censo nacional de 2010, a sua população é de 1 792 habitantes e sua densidade populacional é de 105,31 hab/km². Possui 1 044 residências, que resulta em uma densidade de 61,35 residências/km².